# Gorden-Staupitz
Gorden-Staupitz is een gemeente in de Duitse deelstaat Brandenburg, en maakt deel uit van het Landkreis Elbe-Elster.
Gorden-Staupitz telt 943 inwoners.